# Pogonoperca
Pogonoperca là một chi cá biển thuộc phân họ Grammistinae nằm trong họ Cá mú. Hai loài trong chi này có phạm vi phân bố rộng khắp vùng biển Ấn Độ Dương - Thái Bình Dương.

## Mô tả
Cả hai loài trong chi Pogonoperca đều có một nắp da đặc trưng ở ngay dưới cằm. Cơ thể có nhiều chấm trắng và các vệt đốm màu nâu.

## Các loài
Có 2 loài được ghi nhận trong chi này:
- Pogonoperca ocellata (Günther, 1859)
- Pogonoperca punctata (Valenciennes, 1830)